# ألفان فلاندرز
ألفان فلاندرز هو سياسي أمريكي، ولد في 2 أغسطس 1825 في هوبكينتون في الولايات المتحدة، وتوفي في 14 مارس 1894 في سان فرانسيسكو في الولايات المتحدة. نشط حزبياً في الحزب الجمهوري. وقد انتخب Governor of the Territory of Washington ‏ (5 أبريل 1869 – 14 مارس 1870) وانتخب عضو جمعية ولاية كاليفورنيا ‏.